# François Charpentier
François Charpentier, francoski arheolog in akademik, * 15. februar 1620, Pariz, † 1702.
Leta 1650 je postal član Académie française.